# دی‌ای‌اف ۶۰۰
دی‌ای‌اف ۶۰۰ (DAF ۶۰۰) خودرویی است که در سال‌های ۱۹۵۹–۱۹۶۳در آیندهوون تولید شده‌است. 
این خودرو در کلاس خودرو کامپکت قرار گرفته، طراحی آن خودروهای موتور جلو-محور عقب بوده است. 
موتور آن ۵۹۰ سی‌سی است.

## نگارخانه

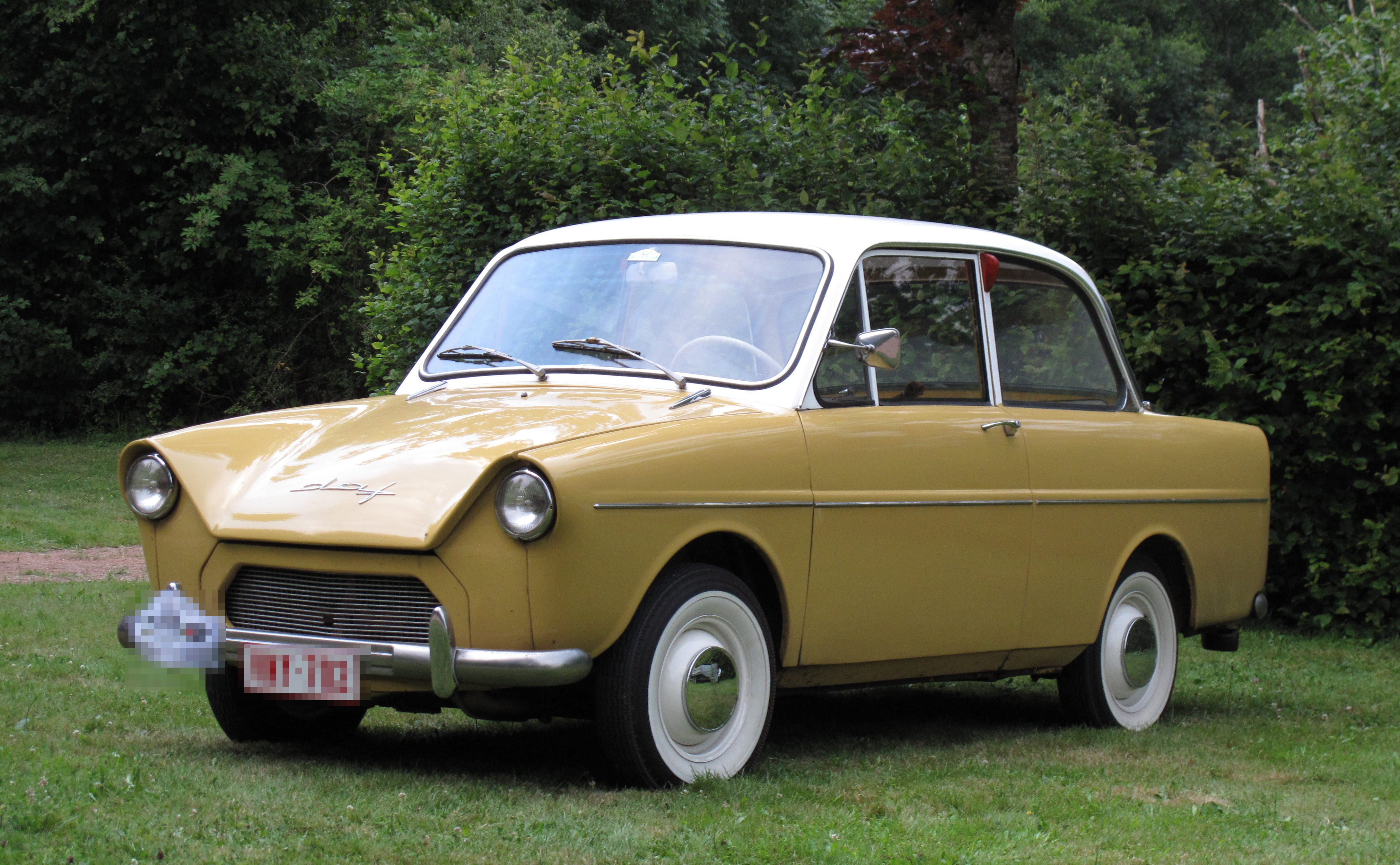
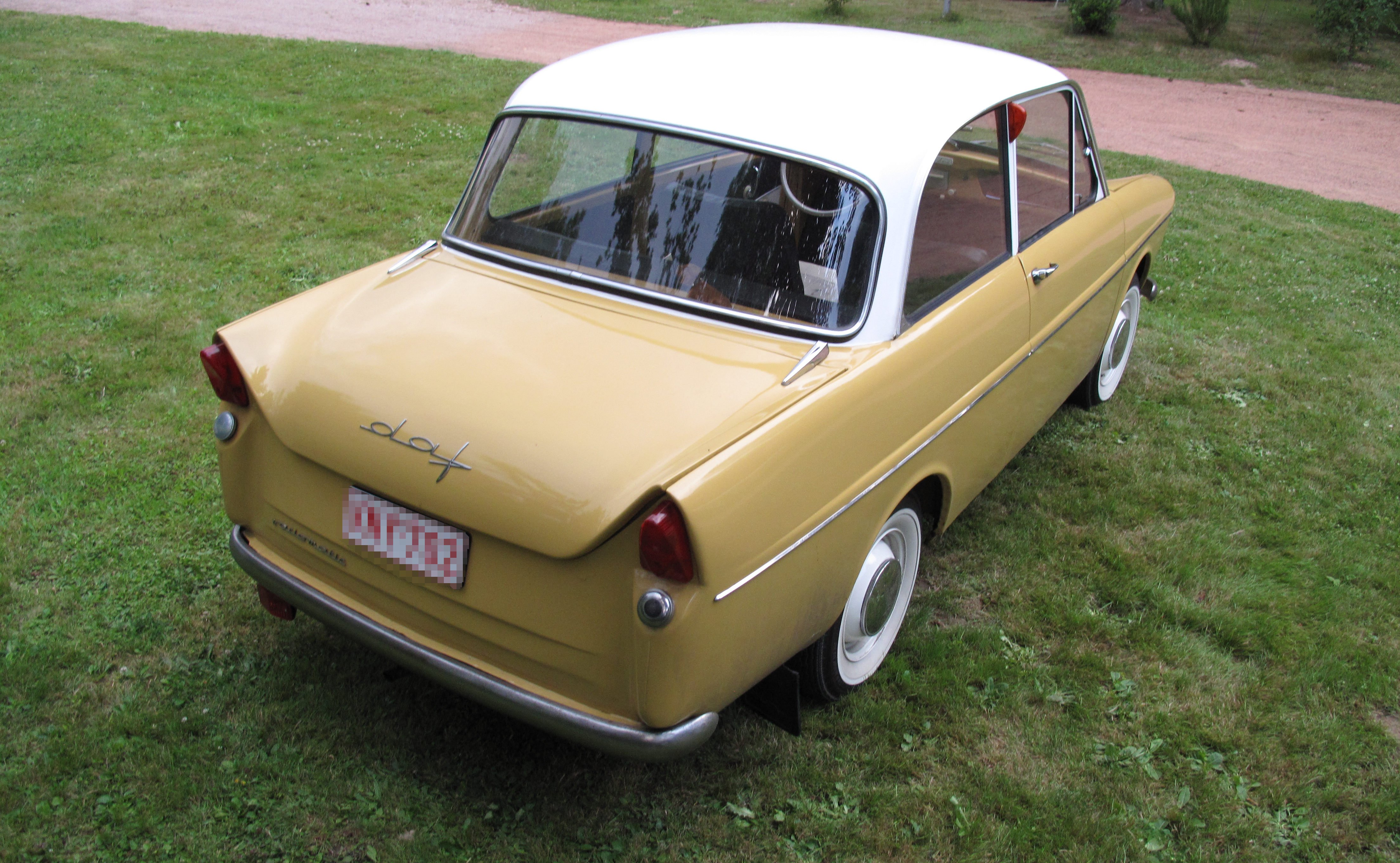